# Јеменец
Јеменец (рус. Еменец) малено је слатководно језеро глацијалног порекла смештено у јужном делу Невељског рејона на југу Псковске области, односно на западу европског дела Руске Федерације. Преко своје најважније отоке реке Јеменке повезано је са басеном реке Ловат, односно са басеном реке Неве и Балтичким морем.
Акваторија језера обухвата површину од око 4,52 км² (452 хектара, са острвима 4,54 км² или 454 хектара). Максимална дубина језера је до 3,3 метра, односно просечна од око 2 метра. Басену језера припада територија површине 134 км².
На обали језера налазе се села Јеменец, Тарасово и Ришкино.